# 33 1/3 RPM
33 1/3 RPM is een studioalbum van Arcane. De titel verwijst naar de draaisnelheid van een elpee, de print op de compact disc ziet er dan ook uit als een elpee. Het album bevat elektronische muziek uit de Berlijnse School voor elektronische muziek. Het enige bandlid van Arcane, Paul Lawler, bespeelde synthesizers uit het analoge tijdperk.

## Muziek
| Nr. | Titel                                   | Duur  |
| --- | --------------------------------------- | ----- |
| 1.  | 33 1/3 RPM (part one)                   | 20:11 |
| 2.  | 33 1/3 RPM (part two)                   | 19:27 |
| 3.  | Dr. Wutzke’s psychedelic wonder machine | 6:18  |
| 4.  | Silent thief on a desert train          | 7:18  |
| 5.  | The taxidermist                         | 7:26  |

De tracks 33 1/3 RPM zouden de digitale vertaling zijn van een (deel van een) album uit het begin van de jaren zeventig Touch yourself to crash cars. De tracks vertonen dan ook gelijkenis met het werk van Tangerine Dream, het voorbeeld van Arcane, uit die tijd.